# Tennistoernooi van Sydney

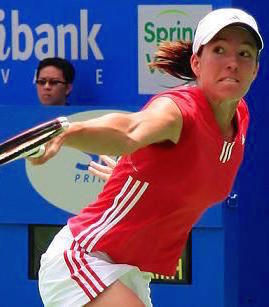
Justine Henin tijdens het WTA-toernooi van Sydney 2006

Het tennistoernooi van Sydney is een jaarlijks terugkerend toernooi dat wordt gespeeld op de hardcourt-buitenbanen van het Olympic Park Tennis Centre in de Australische stad Sydney. De officiële naam van het toernooi is nogal eens veranderd:
- Adidas International tot en met 2004
- Medibank International van 2005–2011
- Apia International Sydney van 2012–2017
- Sydney International in 2018 en 2019
- Sydney Tennis Classic in 2022

Het toernooi bestaat uit twee delen:
- WTA-toernooi van Sydney, het toernooi voor de vrouwen
- ATP-toernooi van Sydney, het toernooi voor de mannen

ATP-toernooi van Sydney – WTA-toernooi van Sydney

Toernooien sinds 1990:
1990 · 1991 · 1992 · 1993 · 1994 · 1995 · 1996 · 1997 · 1998 · 1999 · 2000 · 2001 · 2002 · 2003 · 2004 · 2005 · 2006 · 2007 · 2008 · 2009 · 2010 · 2011 · 2012 · 2013 · 2014 · 2015 · 2016 · 2017 · 2018 · 2019 · 2020 · 2021 · 2022